# Spangenberg
Spangenberg település Németországban, Hessen tartományban. Lakosainak száma 6214 fő (2023. december 31.).

## Népesség
A település népességének változása:
| Lakosok száma | 6278 | 6183 | 6038 | 6122 | 6214 |
|               | 2017 | 2019 | 2021 | 2022 | 2023 |